# 오트코르스주

오트코르스 주의 위치

오트코르스주(프랑스어: Haute-Corse, 코르시카어: Corsica suprana)는 프랑스의 주로, 코르시카 섬 북쪽에 위치한다. 주도는 바스티아이며 인구는 141,603명(1999년 기준), 면적은 4,666km2, 인구밀도는 30.3명/km2이다. 1975년 9월 15일 코르시카 섬에 있던 데파르트망을 두 개로 분할하면서 신설되었다.

## 인구
| 연도        | 인구    | ±% p.a. |
| ----------- | ------- | ------- |
| 1968        | 115,702 | —       |
| 1975        | 125,284 | +1.14%  |
| 1982        | 131,574 | +0.70%  |
| 1990        | 131,563 | −0.00%  |
| 1999        | 141,603 | +0.82%  |
| 2007        | 159,847 | +1.53%  |
| 2012        | 170,828 | +1.34%  |
| 2017        | 177,689 | +0.79%  |
| 출처: INSEE |         |         |

## 같이 보기
- 오트코르스주의 캉통
- 오트코르스주의 코뮌 목록
- 오트코르스주의 아롱디스망